# Viaduto de Sacavém
O Viaduto de Sacavém sobre o rio Trancão é uma obra de arte integrada na A1, localizando-se no quilómetro 2 (entre 2,139 km e 2,468 km), tendo início, na margem Sul, na freguesia de Sacavém, e término, na margem Norte, na freguesia da Bobadela.
Trata-se de uma estrutura em betão armado, destinada a vencer o desnível provocado pelo largo e profundo vale do rio Trancão, tendo sido construído entre 1958 e 1959, na campanha de obras do primeiro troço da autoestrada, que então ligava Lisboa (rotunda da Encarnação) a Vila Franca de Xira.
Estende-se ao longo de aproximadamente 329 metros, tendo uma largura máxima de 30 metros. É constituído por 5 conjuntos de 6 arcos concêntricos, descrevendo cada um deles um arco de 57 metros.
Foi submetido a várias obras de beneficiação, datando a última de 2005, altura em que as juntas de dilatação foram integralmente substituídas.